# KAEF-TV

logo de ABC 23

KAEF es una estación de televisión con sede en Eureka, California. La televisora emite programación de la cadena ABC. KAEF es una estación de televisión que opera con 141 kW de poder y es propiedad de Bluestone Television.
KAEF inició sus transmisiones el 1 de agosto de 1987 como KREQ-TV. Inicialmente estaba afiliada con la cadena FOX.
Cerca de 1990, KREQ cambió su sigla a KAEF. La estación mantuvo su afiliación con FOX hasta 1994.
Actualmente, la estación es esencialmente una televisora de repetición para KRCR en Redding, California. KAEF-TV no posee noticieros locales, solo retransmite los noticieros de KRCR.

## Retransmisoras
KAEF es retransmitido en las siguientes estaciones:
- K20CN Canal 20 Fortuna
- K25CI Canal 25 Klamath
- K36BT Canal 36 Blue Lake
- K45DS Canal 45 Eureka
- K51EG Canal 51 Loleta